# Pausinystalia talbotii
Pausinystalia talbotii är en måreväxtart som beskrevs av Herbert Fuller Wernham. Pausinystalia talbotii ingår i släktet Pausinystalia och familjen måreväxter. Inga underarter finns listade i Catalogue of Life.